# 李宗孔
李宗孔（1620年—1689年），字書雲，號祕園。南直隸江都（今屬揚州）人，清初官員，學者。

## 生平
順治四年（1647年）進士，官至給事中。
好收藏，曾經收有豐富而精美古代文物，僅關仝的秋山晚翠圖上，便有李宗孔的收藏印鑑四枚，可見其珍藏書畫之心相當豐盈，刻印文字分別是「李宗孔」、「守真抱一」、「祕園」、「廣陵李書樓珍賞圖書」。辦崑曲家班，康熙二十二年（1683年）曾演出整部《西廂記》。

## 著作
- 以宋明人筆記120餘種編《宋稗類鈔》[1]
- 《音韻須知》二卷，朱素臣作注
- 〈西廂記序〉